# Trachylepis sparsa
Trachylepis sparsa (карасбурзький деревний сцинк) — вид сцинкоподібних ящірок родини сцинкових (Scincidae). Мешкає в Південній Африці.

## Поширення і екологія
Карабурзькі деревні сцинки мешкають на півдні Намібії, на північному заході Південно-Африканської Республіки та на південному заході Ботсвані. Вони живуть в сухих саванах і пустищах кару. Ведуть деревний спосіб життя, зустрічаються на великих деревах та в гніздах магалі-снувальників (Philetairus socius).